# Кушнир, Дмитрий Владимирович
Дми́трий Влади́мирович Кушни́р (укр. Дмитро Володимирович Кушнір; 1 февраля 1982, Лесная Стенка) — украинский военнослужащий, штаб-сержант, участник российско-украинской войны. Герой Украины (2023).

## Биография
Родился в селе Лесная Стенка Купянского района Харьковской области. В июле 2010 года подписал контракт с Луганским пограничным отрядом, где служил в подразделении «Бирюково», а затем в международном пункте пропуска «Должанский» на границе с Российской Федерацией.
С началом боевых действий на востоке Украины в 2014 году перешёл в мобильную заставу Луганского погранотряда, затем — в заставу быстрого реагирования. Выполнял специфические задачи, в том числе как снайпер в районах Меловое и Троицкое.
В начале полномасштабного вторжения России в Украину в 2022 году нёс службу в отделе пограничной службы в городе Счастье Луганской области в составе третьего отряда имени Героя Украины полковника Евгения Пикуса.
В начале марта 2022 года участвовал в обороне участка фронта возле города Кременная, чтобы не допустить захвата железнодорожной линии. Также принимал участие в боевой операции против 120 российских военных, которые, по заявлению Украины, захватили около 60 гражданских лиц в комплексе для пожилых людей между Кременной и Рубежным.

## Награды
- Звание «Герой Украины» с удостоением ордена «Золотая Звезда» (23 февраля 2023) — за личное мужество и героизм, проявленные в защите государственного суверенитета и территориальной целостности Украины, верность военной присяге.